# DV (цифрове відео)
DV — це формат зберігання цифрового відео. Його запустили в 1995 спільними зусиллями провідних виробників камкордерів.
Початкова специфікація DV, знана як Blue Book, була стандартизована в сімействі стандартів IEC 61834.

## MiniDV
MiniDV, miniDV (вимовляється мінідіві) — цифровий напівпрофесійний формат відео, створений шляхом спрощення і, як наслідок, здешевлення професійного формату DV. Використовує так зване intraframe-стискання. Це означає, що кожен кадр стискається незалежно, і ніяк не пов'язаний з попереднім або наступним (на відміну, наприклад, від MPEG-компресії). При стисненні кадр розбивається на блоки 8×8 пікселів, і кожен з таких блоків стискується індивідуально, згідно з алгоритмом дискретного косинусного перетворення (DCT). Загальний коефіцієнт стиснення DV — 5:1. Формат DV спочатку передбачав запис даних на магнітну стрічку. На кадр припадає по 12 похилих доріжок запису (для NTSC — 10), і зображення рівномірно розподіляється між ними. При цьому, дані записуються з певним надлишком, що дозволяє відновлювати початкове зображення, навіть якщо одна або дві з доріжок записалися з дефектами. 
Обсяг MiniDV становить близько 13 гігабайт на одну годину відео.

### Використання

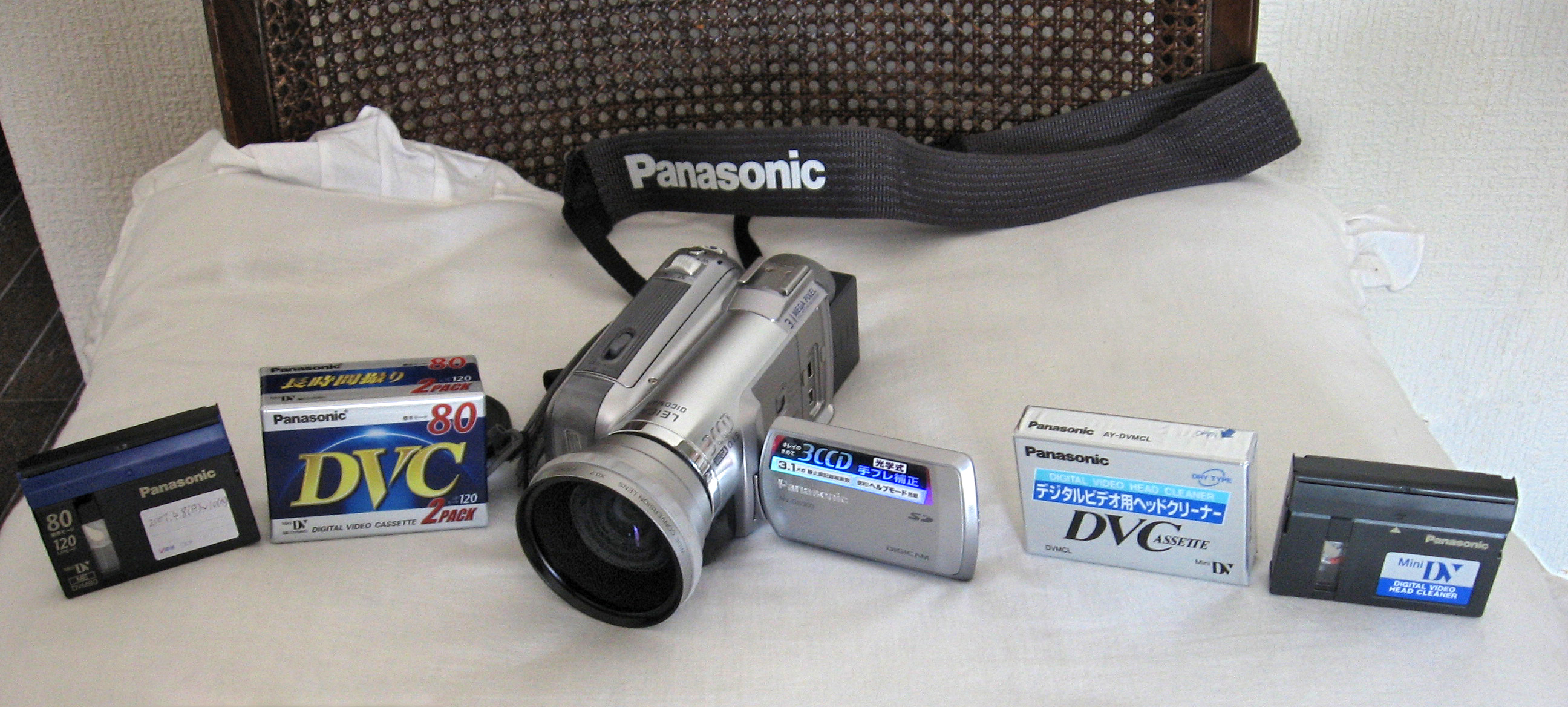
MiniDV-камкордер та MiniDV-касети

У форматі MiniDV використовуються спеціальні касети miniDV (ширина стрічки — 6,35 мм, швидкість — 18,831 мм/с), які можуть відтворюватися або з відеокамери, або на спеціальному цифровому відеомагнітофоні.
Тривалість запису на одну касету — 60 хвилин (SP) або 90 хвилин (LP).
Наближене до професійного роздільність зображення — до 540 ліній по горизонталі (для порівняння — роздільність професійного формату Betacam SP — 650 ліній).
Стереозвук якості CD (PCM stereo — 48 кГц/16 бит/2 каналу або 32 кгц /12 бит/ 4 канали).
Нелінійний (цифровий) монтаж. Мультимедійний інтерфейс: запис з аналоговою в цифрову і навпаки, з комп'ютера/на комп'ютер, через паралельний порт (RS232C), через i.LINK (IEEE 1394), через швидкісний USB-інтерфейс, а також на карти пам'яті (до 128 Mb).
У більш просунутих дорогих моделях застосовуються професійні об'єктиви відомих фірм-виробників оптики, трьох матричні та мегапіксельні ПЗЗ, оптичні стабілізатори зображення та інші новітні технології.
З самого своєї появи, в miniDV відеокамерах наполегливо розвивається функція цифрового фотографування — тобто збереження стоп-кадрів, але поки цю функцію слід вважати тільки допоміжною, оскільки для видруку пристойного знімка стандартного розміру, бажано знімати як мінімум 2-мегапиксельною камерою.
А крім того прийнятий у відеозаписі черезрядковий режим сканування не дозволяє отримувати повні кадри, практично зменшуючи візуальну інформацію кадру удвічі. А проте, для комп'ютера, а тим більше для інтернету якість знімків більша ніж достатня, до того ж різко підвищили повноту стоп-кадру ПЗЗ-матриці з прогресивним скануванням і мегапіксельні ПЗЗ-матриці.